# Bruno Le Maire

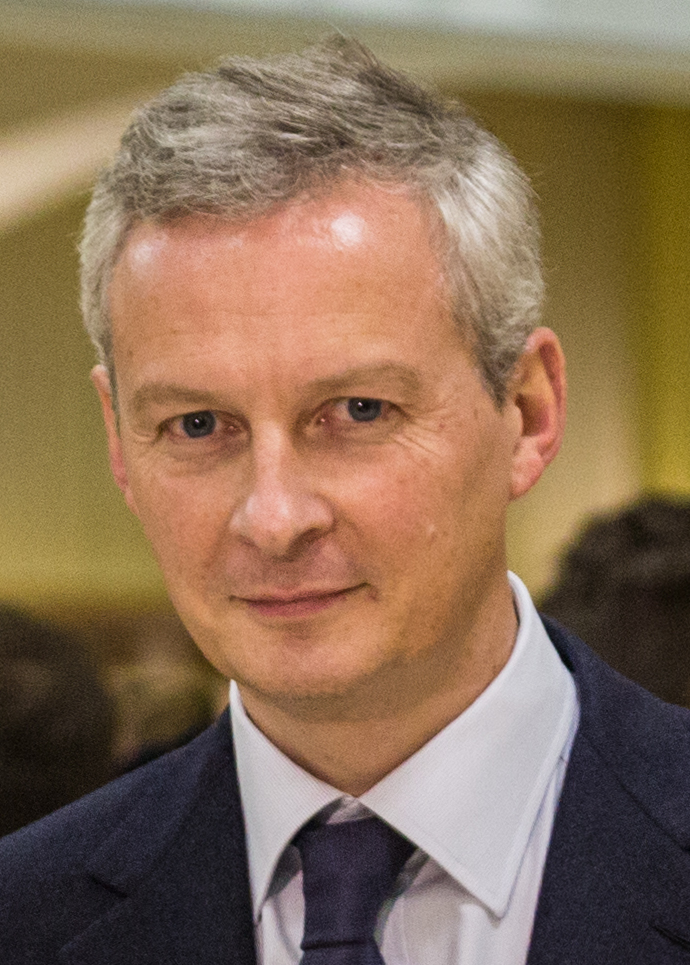
Bruno Le Maire (2014)

Bruno Le Maire (* 15. April 1969 in Neuilly-sur-Seine) ist ein französischer Politiker (UMP, LREM) und Schriftsteller. Von Mai 2017 bis September 2024 war Le Maire Minister für Wirtschaft und Finanzen. Zuvor war er von Juni 2009 bis Mai 2012 Minister für Ernährung, Landwirtschaft und Fischerei.

## Ausbildung und Verwaltungskarriere
Le Maires Vater war Führungskraft bei Total, seine Mutter leitete nacheinander zwei katholische Privatschulen. Bruno Le Maire besuchte die Jesuitenschule Lycée Saint Louis de Gonzague, wo er das Baccalauréat ablegte und dann die geisteswissenschaftlichen Vorbereitungsklassen am Lycée Louis-le-Grand. Danach studierte er an drei Elitehochschulen: zunächst Lettres (Sprachen und Literatur) an der École normale supérieure (ENS), wo er 1990 mit einer licence in Germanistik abschloss. Die maîtrise erwarb er im Jahr darauf an der Universität Paris IV mit einer Arbeit über Marcel Prousts Roman Auf der Suche nach der verlorenen Zeit. Ein darauf folgendes Studium der Politikwissenschaft an der Sciences Po unterbrach er, um die agrégation (Lehrbefugnis für höhere Schulen) in modernen Sprachen und Literatur abzulegen, die er 1992 als Jahrgangsbester bestand. Anschließend arbeitete er zwei Jahre lang als Lehrer. Parallel erwarb er 1993 das Diplom der Sciences Po. Schließlich durchlief er 1996–1998 die Verwaltungshochschule École nationale d’administration (ENA).
Nach Beendigung der Ausbildung an der ENA trat er in den Dienst des Außenministeriums, wo er Mitarbeiter in der Direktion für Strategie, Sicherheit und Abrüstung wurde. Dabei kam es zur Zusammenarbeit mit dem damaligen Generalsekretär des Élysée-Palastes, Dominique de Villepin. Als dieser zwischen 2002 und 2004 Außenminister war, war Le Maire einer seiner engsten Mitarbeiter während der Irakkrise 2002 bis 2003. Als de Villepin von März 2004 bis Mai 2005 Innenminister war, gehörte er wiederum dessen engstem Mitarbeiterstab an.
Als de Villepin am 31. Mai 2005 Premierminister wurde, wurde Le Maire zunächst dessen Politischer Berater. Am 12. Juli 2006 wurde er dann von diesem zum Kabinettsdirektor berufen, als der bisherige Kabinettsdirektor Pierre Mongin Generaldirektor der RATP wurde. Das Amt des Kabinettsdirektors behielt Le Maire bis zum Ende von de Villepins Amtszeit am 15. Mai 2007.

## Politische Laufbahn

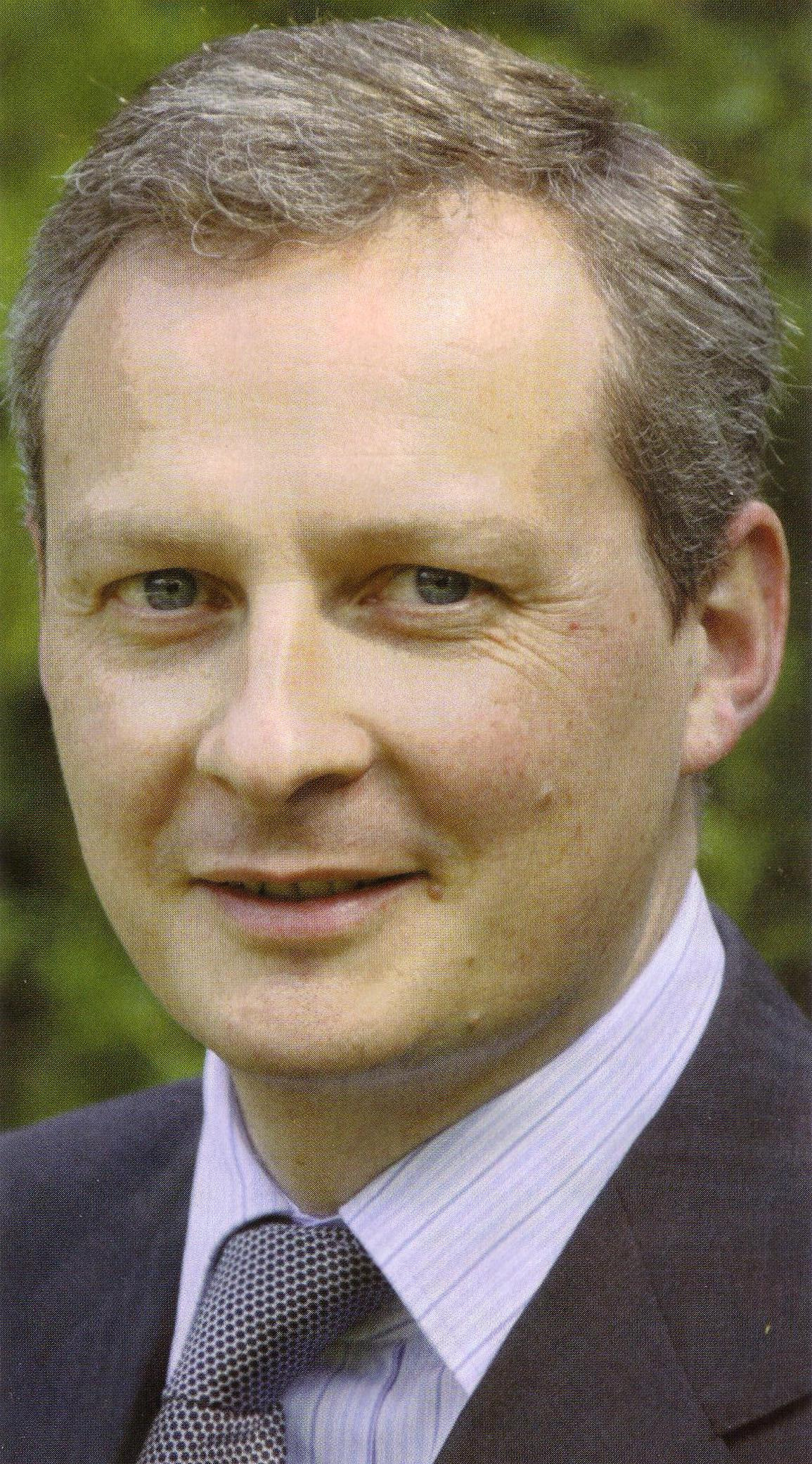
Le Maire im Jahr 2007

Als Kandidat der Union pour un mouvement populaire (UMP) kandidierte er bei der Parlamentswahl im Juni 2007 erfolgreich für ein Abgeordnetenmandat in der Nationalversammlung. Dabei übernahm er das Mandat im 1. Wahlkreis des Départements Eure von seinem Parteifreund, dem bisherigen Präsidenten der Nationalversammlung Jean-Louis Debré, der zum Präsidenten des Verfassungsgerichts berufen wurde. Das Abgeordnetenmandat übte er bis zum 13. Januar 2009 aus. Zugleich war Le Maire bis zum 16. März 2008 auch Mitglied des Gemeinderates von Évreux.
Im April 2008 wurde er zunächst politischer Berater der UMP und übernahm dann am 12. Dezember 2008 von Jean-Pierre Jouyet das Amt des Staatssekretärs für Europa im Außenministerium sowie des Beauftragten für die deutsch-französische Freundschaft, nachdem dieser Präsident der Finanzmarktaufsicht (Autorité des marchés financiers) wurde. Am 23. Juni 2009 wurde er von Präsident Nicolas Sarkozy zum Minister für Ernährung, Landwirtschaft und Fischerei als Nachfolger von Michel Barnier im zweiten Kabinett von Premierminister François Fillon ernannt; sein Nachfolger in dem Amt wurde am 15. Mai 2012 Stéphane Le Foll.
Bei den Regionalwahlen 2010 war er Spitzenkandidat der Liste der Majorité présidentielle (UMP und Verbündete). Mit 30,7 % im zweiten Wahlgang unterlag er dem amtierenden Regionalpräsidenten Alain Le Vern von den Sozialisten. Er gehörte anschließend aber bis zur Auflösung der Region Ende 2015 als Oppositionsvertreter dem Regionalrat an.
Bei der Urwahl des neuen Parteivorsitzenden der UMP Ende November 2014 trat Le Maire gegen Nicolas Sarkozy und Hervé Mariton als liberaler Kandidat aus der zweiten Reihe an. Le Maire erreichte knapp 30 Prozent der Stimmen und wurde damit hinter Sarkozy (knapp 65 Prozent der Stimmen) Zweiter. Unter Sarkozys Führung benannte sich die UMP 2015 in Les Républicains um.
Bei den am 20. und 27. November 2016 abgehaltenen Vorwahlen zur Findung eines Kandidaten des Mitte-rechts-Lagers für die Präsidentschaftswahl 2017 erhielt Le Maire 2,4 % der Stimmen (5. Platz) und schied in der ersten Wahlrunde aus. Danach verkündete er seine Unterstützung für die Kandidatur Fillons. Als dieser der Veruntreuung staatlicher Gelder verdächtigt wurde, trat Le Maire am 1. März 2017 aus dessen Wahlkampfteam aus.
Nach dem Sieg Emmanuel Macrons bei der Präsidentschaftswahl bot Le Maire an, mit dessen neuer Regierung zusammenzuarbeiten, obwohl die Républicains beschlossen, in die Opposition zu gehen. Macron ernannte Le Maire daraufhin am 17. Mai 2017 zum Wirtschaftsminister im Kabinett Philippe I. Von seiner Partei Les Républicains wurde Le Maire anschließend suspendiert. Zur Parlamentswahl in Frankreich 2017 trat er als Kandidat von Macrons Partei La République en Marche (LREM) an. Mit 64,5 % im zweiten Wahlgang (bei geringer Wahlbeteiligung) gewann er erneut den 1. Wahlkreis des Départements Eure. Im anschließend gebildeten Kabinett Philippe II wurde er in seinem Ministeramt bestätigt (nun mit dem Ressort Wirtschaft und Finanzen), ebenfalls in den  nachfolgenden Kabinetten Castex, Borne und Attal. Im September 2017 trat er offiziell der Partei LREM bei.
Nachdem das Kabinett Attal nach den vorgezogenen Wahlen zur Nationalversammlung 2024 zurückgetreten und er damit aus der Regierung ausgeschieden war, kündigte er an, als Dozent ins schweizerische Lausanne zu gehen, um dort Wirtschaft und Geopolitik zu lehren. Das gemeinsam von der Universität Lausanne, der École polytechnique fédérale de Lausanne (EPFL) und dem International Institute for Management Development (IMD) getragene Forschungsinstitut Enterprise for Society (E4S) bestätigte, dass Le Maire dort ab 23. September 2024 als Gastprofessor tätig werde.

## Tätigkeit als Schriftsteller
Le Maire hat mehrere teils literarische Bücher verfasst, 2013 unter anderem das Memoirenbuch Zeiten der Macht über seine Zeit als Minister unter Präsident Sarkozy, das wegen seiner intimen Kenntnis unter anderem des Verhältnisses zwischen Merkel und Sarkozy für Aufsehen sorgte, und im März 2014 in deutscher Übersetzung erschien. Spott und Kritik riefen einige erotische Passagen in dem von ihm verfassten und 2023 während seiner Amtszeit als Minister erschienenen Roman Fugue américaine hervor, zumal sich unmittelbar vorher ein weiteres Regierungsmitglied, nämlich Marlène Schiappa, für das Magazin Playboy hatte fotografieren lassen.

## Privates
Le Maire spricht neben Französisch auch Englisch und Deutsch. Er ist verheiratet und hat vier Kinder.

## Rezeption
Im Film La Conquête von Xavier Durringer über den Präsidentschaftswahlkampf von Nicolas Sarkozy im Jahre 2007 wurde er vom Schauspieler Emmanuel Noblet dargestellt.  Die Figur des Bruno Juge im Roman Vernichten (2022) des mit ihm befreundeten Schriftstellers Michel Houellebecq wurde als Anspielung auf Le Maire gedeutet.

## Auszeichnung
Im Mai 2015 erhielt er das Bundesverdienstkreuz 1. Klasse für sein „großes Engagement für die deutsch-französische Verständigung“ und 2022 das Große Verdienstkreuz mit Stern und Schulterband.

## Veröffentlichungen
- Le ministre. Grasset, Paris 2004, ISBN 2-246-67611-8
- Des hommes d’état. Grasset, Paris 2008, ISBN 978-2-246-73581-6 (ausgezeichnet mit dem Prix Edgar Faure 2008)
- Sans mémoire, le président se vide. Éditions Gallimard, Paris 2010, ISBN 978-2-07-013175-4
- mit Véronique Auger: Nourrir la planète. La Cherche midi, Paris 2011, ISBN 978-2-7491-2156-7
- Musique absolue. Une répétition avec Carlos Kleiber. Éditions Gallimard, Paris 2012.[18]
- Jours de pouvoir. Editions Gallimard, Paris 2013, ISBN 978-2-07-013903-3
  - deutsch: Zeiten der Macht. Hinter den Kulissen internationaler Politik. Rowohlt, Reinbek 2014, ISBN 978-3-498-03807-6 (Aus dem Französischen von Grete Osterwald)
- À nos enfants. Éditions Gallimard, Paris 2014, ISBN 978-2-07-014612-3
- Le nouvel empire. L’Europe du vingt et unième siècle. Gallimard, 2019, ISBN 978-2-07-284720-2
- Paul. Une amitié. Gallimard, 2019, ISBN 978-2-07-283695-4
- Vouloir. Une économie pour la France. Gallimard, 2020, ISBN 978-2-07-291394-5
- L’ange et la bête. Mémoires provisoires. Gallimard, 2021, ISBN 978-2-07-293043-0
- Fugue américaine. Gallimard, 2023, ISBN 978-2-07-291403-4